# 제임스 디미

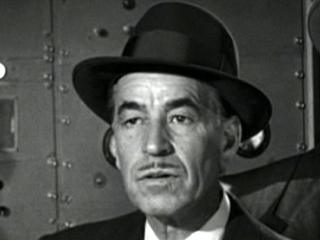

제임스 디미(James Dime, 1897년 12월 19일 ~ 1981년 5월 11일)는 미국의 배우, 텔레비전 배우이다.
유고슬라비아에서 태어났으며 우들랜드힐스에서 사망하였다.

## 영화
- 더 매직 카펫 (1951년)
- 성난 파도 (1948년)
- 프렌치맨스 크리크 (1944년)
- 화이트 세비지 (1943년)
- 싱가폴 가는 길 (1940년)
- 더 게이 데스페라도 (1936년)
- 바르바리 해안 (1935년)